# Григорий IV (патриарх Константинопольский)
Григорий IV Стравоамасиас (греч. Γρηγόριος Δ΄ Στραβοαμασείας; XVI век, Османская империя — не ранее 1623, Родос, Османская империя) — патриарх Константинопольский, занимавший пост на протяжении трёх месяцев (апрель 1623 — июнь 1623).
Предшественником патриарха Григория был патриарх Кирилл I, а его преемником был патриарх Анфим II.

## Биография
До своего избрания на патриарший престол, Григорий IV занимал пост митрополита Амасийского. На момент своего избрания патриархом Константинопольским Григорий IV был уже в преклонном возрасте и слеп на один глаз.
Его правление следует рассматривать в контексте столкновения между приверженцем кальвинистских взглядов — патриархом Кириллом Лукарисом, которого поддерживали протестантские голландские и английские послы в османской столице, и его противниками, которых поддерживали католические французские, австрийские и венецианские послы. Последним удалось убедить визиря низложить Кирилла I 12 апреля 1623 года и назначить на его место Григория IV.
Григорий IV оказался некомпетентным и не смог заплатить сбор за назначение (пештеш), причитающийся османскому султану. Кроме того, митрополиты и епископы были недовольны им, поскольку он не был канонически избран Священным Синодом. Таким образом, 18 июня 1623 года Священный Синод низложил Григория IV и избрал на его место Анфима II.
После низложения Григорий IV был сослан на остров Родос, где и скончался.